# Antitrust (película)
Antitrust (titulada Conspiración en la red en España y Amenaza virtual en Hispanoamérica) es una película de cine estadounidense dirigida por Peter Howitt en 2001.
Cuenta la visión aterradora de lo que puede ocurrir en el futuro de la informática si una empresa lo monopoliza. La película está muy ligada al movimiento del software libre por eso en algunos círculos es considerada película de culto a pesar de ser de bajo presupuesto. Cabe decir que sí llegó a estrenarse en los cines, y que actualmente (2005) el director de la película está planteándose relicenciarla bajo la licencia Creative Commons, posiblemente convirtiéndose en el primer largometraje bajo una licencia libre.[cita requerida]
El principal atractivo de la película es la inmediata identificación de la compañía de computadoras "nurv" con la real Microsoft. Y a su dueño ficticio Gary Winston con Bill Gates, incluso comparando su nombre real: William H.Gates. Entre los cameos de esta película, se puede ver a Miguel de Icaza en ella. La película esta altamente ligada a la corriente del Software libre.

## Argumento[4]
El joven Milo Hoffman (Ryan Phillippe), verdadero mago de las computadoras, recibe una invitación para trabajar en la compañía de computadoras más grande del mundo, desarrollando un proyecto que cambiará las comunicaciones mundiales (Synapse). Cuando su mejor amigo es brutalmente asesinado averigua que la compañía está involucrada en el crimen, entonces usará todos sus conocimientos para llegar a la verdad. Contará con la ayuda de su novia (Claire Forlani) y una programadora (Rachel Leigh Cook); además de dos de sus amigos, también expertos en informática y un expolicía encargado de la seguridad de NURV

## Reparto
- Ryan Phillippe como Milo Hoffman.
- Rachael Leigh Cook como Lisa Calighan.
- Claire Forlani como Alice Poulson.
- Tim Robbins como Gary Winston.
- Douglas McFerran como Bob Shrot.
- Richard Roundtree como Lyle Barton.
- Tygh Runyan como Larry Banks.
- Yee Jee Tso como el chino/ japonés/ coreano/ Teddy Chin
- Nate Dushku como Brian Bissel.
- Ned Bellamy como Phil Grimes.
- Tyler Labine como Redmond Schmeichel.
- Scott Bellis como Randy Sheringham.
- David Lovgren como Danny Solskjær.
- Zahf Paroo como Desi.
- Jonathon Young como Stinky.